# Habenaria mello-leitonii
Habenaria mello-leitonii là một loài thực vật có hoa trong họ Lan. Loài này được Ruschi mô tả khoa học đầu tiên năm 1946.